# Carlo Pignatelli (vescovo)
Carlo Pignatelli (Napoli, marzo 1659 – Gaeta, 21 marzo 1730) è stato un vescovo cattolico italiano.

## Biografia
Nacque nel marzo 1659 a Napoli da famiglia nobile dei marchesi di Spinazzola. Diverse fonti lo riportano come nipote di papa Innocenzo XII.
Nel 1675 entrò nei Chierici regolari teatini. Fu ordinato diacono il 22 marzo 1681 e presbitero il 13 marzo 1683.
Il 23 settembre 1715 papa Clemente XI lo nominò vescovo di Potenza. Ricevette la consacrazione il 6 ottobre, consacrante il cardinale Benedetto Erba Odescalchi, arcivescovo di Milano, e co-consacranti Sinibaldo Doria, arcivescovo titolare di Patrasso, e Daniele Dolfin, vescovo titolare di Aureliopoli di Lidia.
Durante il suo episcopato potentino donò numerosi oggetti d'argento al tesoro della cattedrale, oggi esposti nel museo diocesano.
Il 14 gennaio 1722 papa Innocenzo XIII lo trasferì alla sede episcopale di Gaeta.
Svolse regolarmente le visite pastorali nella diocesi, come raccomandato dal concilio di Trento. Nella visita del 1722 visitò oltre alle chiese parrocchiali anche la chiesa dei Santi Sebastiano e Rocco in Gaeta, ove rilevava la presenza dell'altare maggiore con coro ligneo ad uso dell'omonima confraternita e di tre altari laterali, dedicati uno alla Madonna del Rosario, uno a San Sebastiano con statua argentea e uno a San Rocco con pregevole affresco quattro-cinquecentesco oggi conservato nel museo diocesano.
Nella relazione della visita del 9 aprile 1725 rilevava con un certo compiacimento che nella città vescovile a fronte di 2 996 abitanti erano attive ben 12 confraternite e 35 chiese, di cui 11 parrocchiali e 6 conventuali. Nella relazione della visita datata al 6 luglio 1727 adottò una serie di provvedimenti atti ad assicurare la clausura delle monache del monastero di San Montano a Gaeta. Alcuni giovani, sfruttando il pendio di una rupe, potevano "salire fino agli astrichi superiori, e con tanta indecenza delle suore parlare con loro". Fece dunque erigere un muretto tra il punto stesso e il monastero.
Morì a Gaeta il 21 marzo 1730 all'età di 71 anni.

## Genealogia episcopale
La genealogia episcopale è:
- Cardinale Scipione Rebiba
- Cardinale Giulio Antonio Santori
- Cardinale Girolamo Bernerio, O.P.
- Arcivescovo Galeazzo Sanvitale
- Cardinale Ludovico Ludovisi
- Cardinale Luigi Caetani
- Cardinale Ulderico Carpegna
- Cardinale Paluzzo Paluzzi Altieri degli Albertoni
- Cardinale Gaspare Carpegna
- Cardinale Fabrizio Paolucci
- Cardinale Benedetto Erba Odescalchi
- Vescovo Carlo Pignatelli, C.R.